# Mockfjärdsdräkten
Mockfjärdsdräkten är en folkdräkt från Mockfjärds församling i Dalarna.
Ursprungligen var Mockfjärd en del av Gagnefs församling men bildade på 1620-talet ett eget kapellag för att 1934 bli en annexförsamling. Vanligtvis hade kapellförsamlingar ett dräktskick som huvudsakligen överensstämde med moderförsamlingens. Mockfjärdsdräkten utgör ett undantag eftersom befolkningen tidigt utvecklade ett särpräglat dräktskick separat från Gagnefsdräkten.
Mockfjärdsdräkten började utvecklas på 1700- och 1800-talen. Vid 1800-talets mitt fanns exempelvis tio olika näsdukar (huvudkläden), lika många kragar och fem olika förkläden. I slutet av 1800-talet var blommiga kattunförkläden de förnämsta, men de brukades sällan. Även blommiga yllemuslintyger blev mycket populära och användes bland annat till hättor, kragar och snörliv. Kjolarna var vanligtvis hemvävda, men hemvävda tyger var i övrigt sällsynta. De fick ett uppsving under 1920- och 1930-talen och kunde exempelvis ersätta raskförkläden.
En dräktkammare för Mockfjärdsdräkten finns på hembygdsgården i Lindbyn.

## Bilder

Spelmannen Anders Frisell.
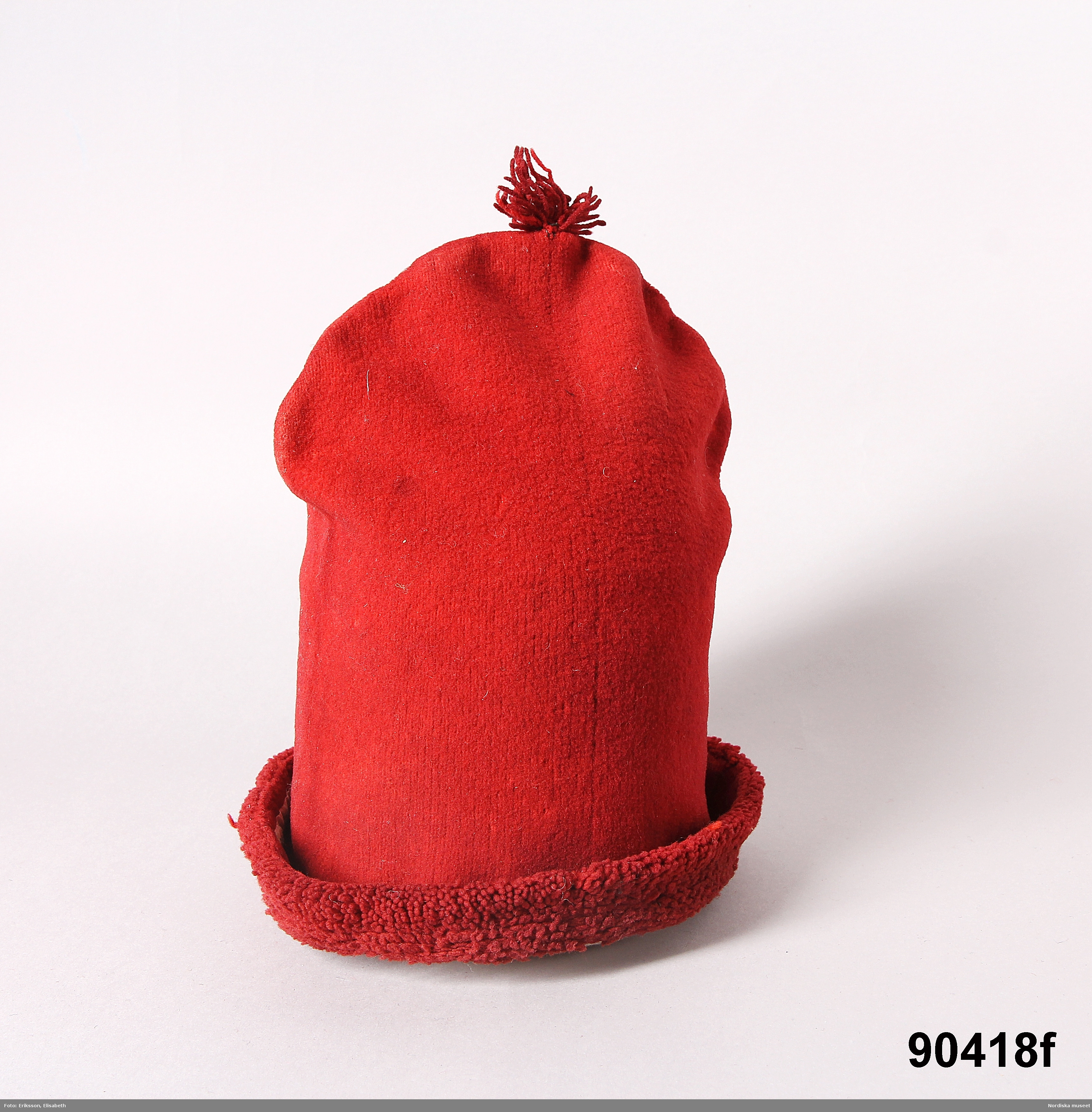
Mössa till mansdräkten.
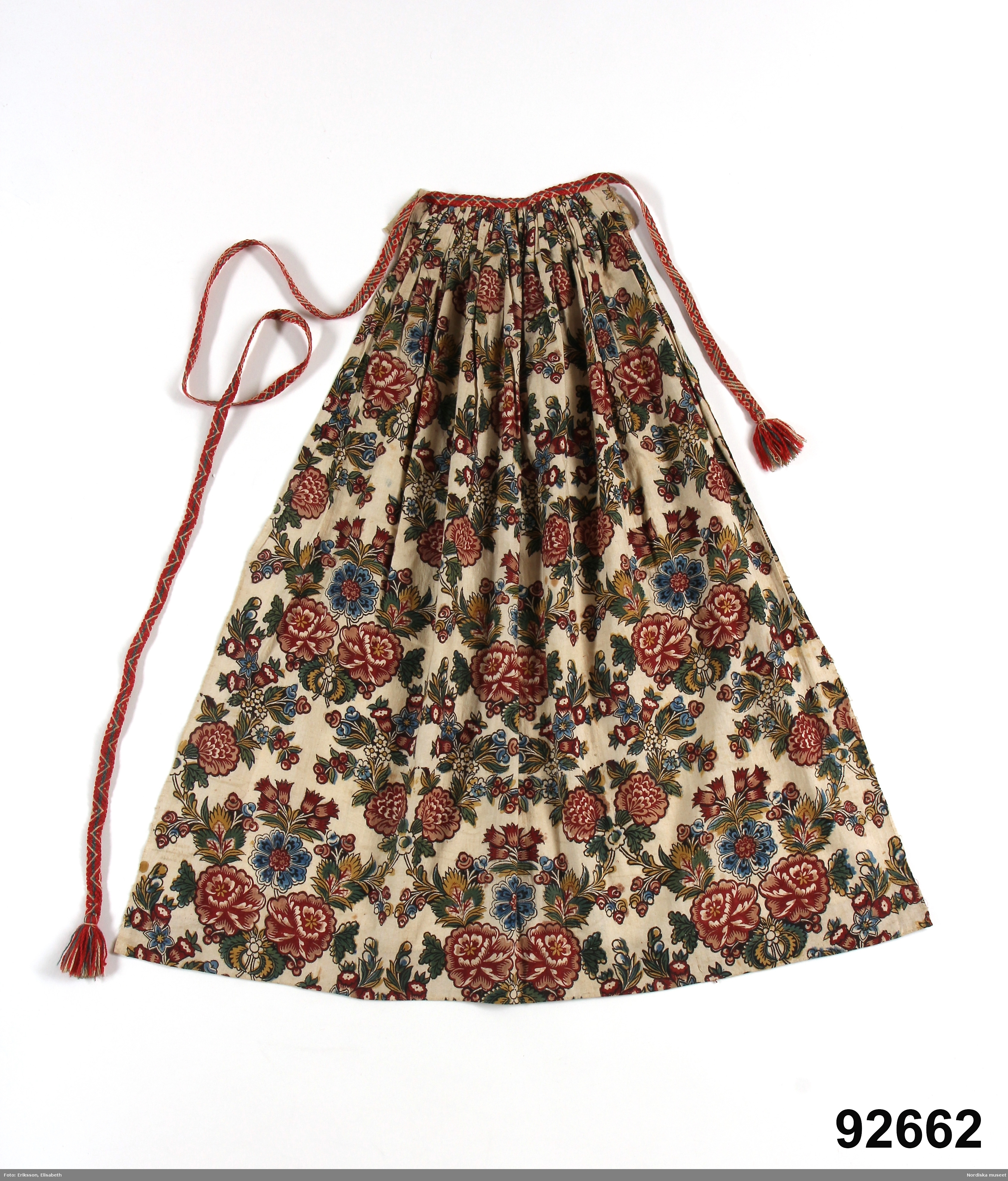
Förkläde i kattun till kvinnodräkten.
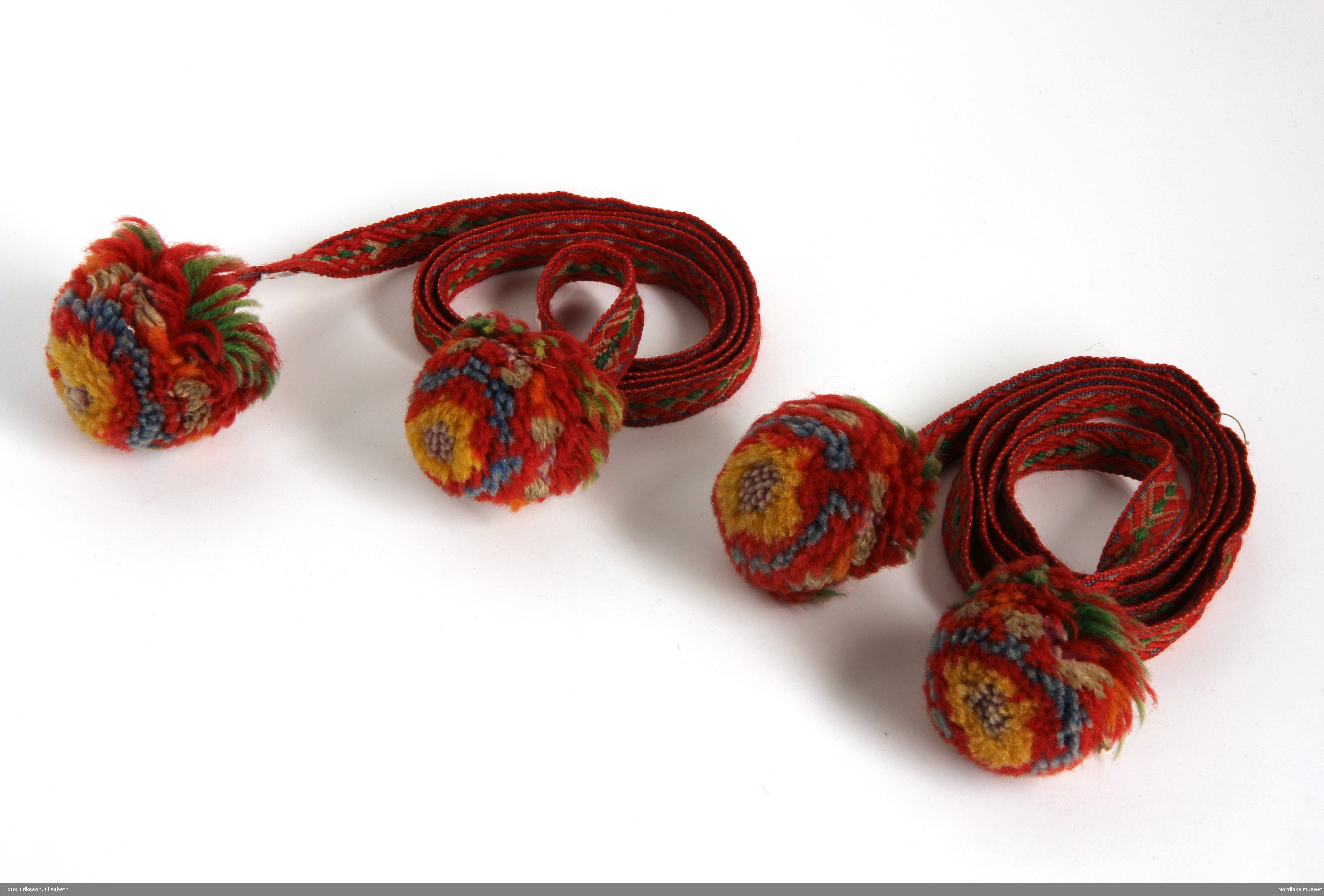
Strumpband till mansdräkten.
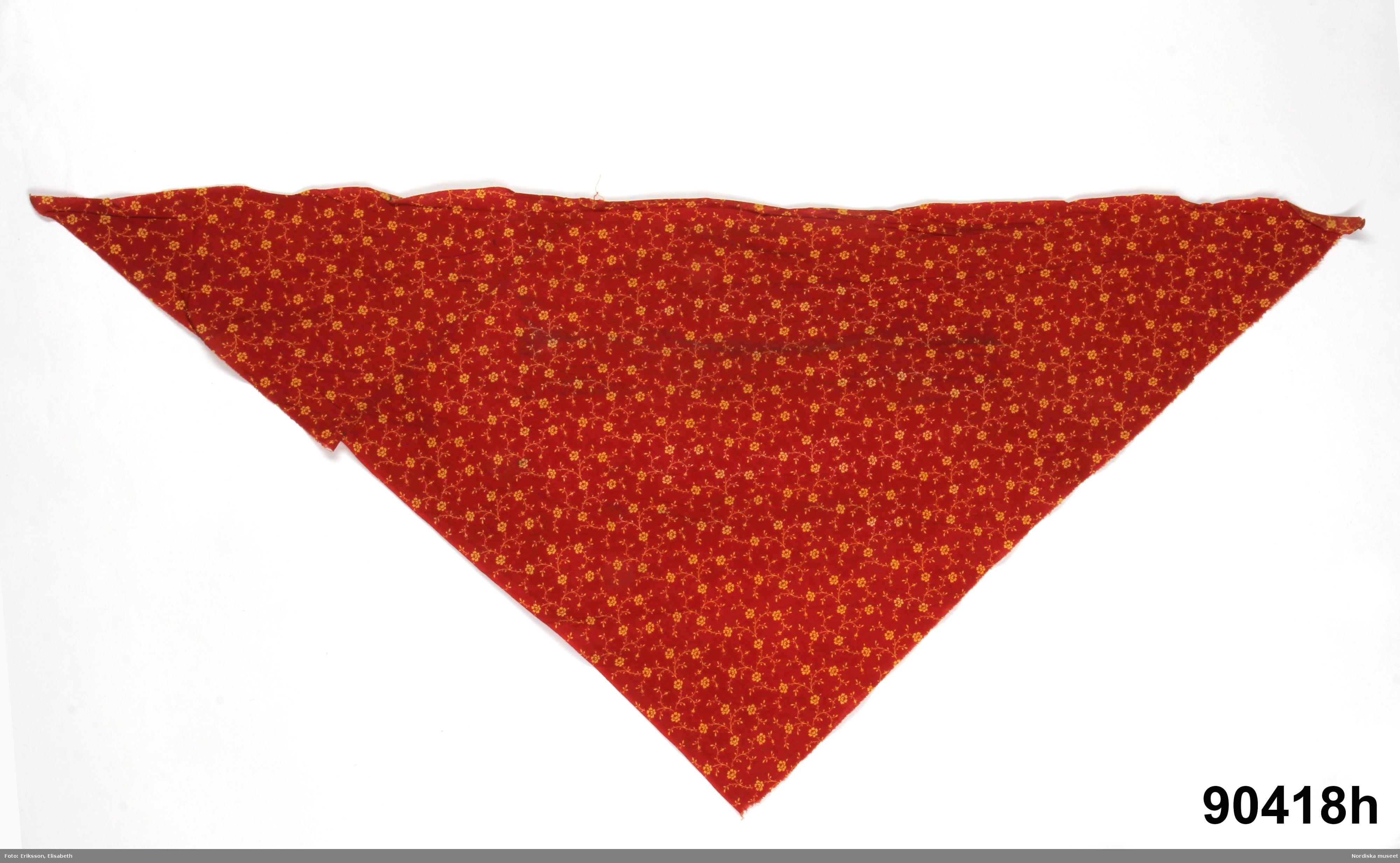
Halsduk från Mockfjärd.